# Kecamatan Tegalampel
Kecamatan Tegalampel är ett distrikt i Indonesien.   Det ligger i provinsen Jawa Barat, i den västra delen av landet, 800 km öster om huvudstaden Jakarta.